# Bulstrode Whitelocke
Sir Bulstrode Whitelocke (6 août 1605 - 28 juillet 1675) est un écrivain, parlementaire et ambassadeur du Protectorat d'Olivier Cromwell à la cour de la reine Christine de Suède.